# Zhao Jiwei
Zhao Jiwei (em chinês: 赵继伟; Liaoning, 25 de agosto de 1995) é um basquetebolista chinês que atualmente joga pelo Liaoning Flying Leopards disputando a Liga Chinesa de Basquetebol. O atleta possui 1,85m e atua na posição armador. Fez parte do selecionado chinês que conquistou a vaga para o torneio olímpico de basquetebol dos Jogos Olímpicos de Verão de 2016 no Rio de Janeiro.